# Картошка (пирожное)
«Карто́шка» — пирожное из крошек бисквита, смешанных с масляным кремом и коньяком или ромом. Снаружи отделывается помадкой или обсыпкой с содержанием какао-порошка, и украшается масляным кремом. Форма изделия клубневидная (чаще всего) или любая другая.
В отличие от аналогичной по форме рождественской «марципановой картошки» из Германии, изготавливаемой из миндальной массы с сахаром и розовой водой, основной ингредиент «Картошки» советской традиции — битые бисквиты — остатки кондитерского производства крупных изделий; по этому признаку к ней близки появившиеся в США в 2000-е годы кейк-попы — пирожные из бисквитного боя с кремом в форме леденцов.